# والمورووا
والمورووا (به لاتین: Walmoruwa) یک منطقهٔ مسکونی در سری‌لانکا است که در استان مرکزی (سری‌لانکا) واقع شده‌است.